# 泰安站
泰安站（工程名泰山西站）位于中华人民共和国山東省泰安市岱岳区南黃灣和六郎墳村之間，京台高速公路东侧，距泰安市中心6.5km。为京沪高速铁路的客运站，现由济南局集团济南西站管辖。

## 站台
泰安站规模为2台6线，其中正线2条，到发线4条，并设有2座岛式站台。
| 地面（↑北） | 1站台    | 京沪高速铁路 往上海虹桥方向（曲阜东） |
| 地面（↑北） | 岛式站台 |                                       |
| 地面（↑北） | 2站台    | 京沪高速铁路 往上海虹桥方向（曲阜东） |
| 地面（↑北） | 通过线   | 京沪高速铁路下行列车通过线            |
| 地面（↑北） | 通过线   | 京沪高速铁路上行列车通过线            |
| 地面（↑北） | 3站台    | 京沪高速铁路 往北京南方向（济南西）   |
| 地面（↑北） | 岛式站台 |                                       |
| 地面（↑北） | 4站台    | 京沪高速铁路 往北京南方向（济南西）   |

## 接驳交通

#### 市区巴士、景区直达巴士
车站广场即有出租车候车区和公交车站， 称为“高铁泰安站”，以区别原泰安站，在出站后马路上和过马路向下一层的广场上。K17路、K18路、23路等8条线路从该站始发终到或途径该站，并有景区专线前往泰山登山起点。

## 争议
2023年8月，有多位旅客称，本站候车厅内近500个座椅中有九成都是宽大的共享按摩椅，占用了大量空间，导致候车室容量缩减。随后，本站工作人员回应称，一号候车厅只有40个是普通座椅，剩下的全是按摩椅。二号候车厅则有60%是普通座椅，40%是按摩椅。17日，中国铁路表示将整改，必须确保候车区域旅客候车座椅总数不减少，多功能候车座椅数量不得超过全部候车座椅的20%。8月18日凌晨，泰安站连夜拆除按摩椅。